# Лончаник
Лончаник је насеље у Србији у општини Уб у Колубарском округу. Према попису из 2022. било је 414 становника.

## Демографија
У насељу Лончаник живи 404 пунолетна становника, а просечна старост становништва износи 44,5 година (42,9 код мушкараца и 46,2 код жена). У насељу има 165 домаћинства, а просечан број чланова по домаћинству је 2,89.
Ово насеље је великим делом насељено Србима (према попису из 2011. године), а у последња три пописа, примећен је пад у броју становника.
|  |

| Демографија | Демографија | Демографија |
| Година      | Становника  | Становника  |
| ----------- | ----------- | ----------- |
| 1948.       | 667         |             |
| 1953.       | 673         |             |
| 1961.       | 673         |             |
| 1971.       | 658         |             |
| 1981.       | 603         |             |
| 1991.       | 593         | 590         |
| 2002.       | 551         | 568         |
| 2011.       | 477         |             |

| Етнички састав према попису из 2002.‍ | Етнички састав према попису из 2002.‍ | Етнички састав према попису из 2002.‍ | Етнички састав према попису из 2002.‍ | Етнички састав према попису из 2002.‍ |
| ------------------------------------ | ------------------------------------ | ------------------------------------ | ------------------------------------ | ------------------------------------ |
|                                      |                                      |                                      |                                      |                                      |
| Срби                                 | Срби                                 |                                      | 546                                  | 99,09%                               |
| Црногорци                            | Црногорци                            |                                      | 1                                    | 0,18%                                |
| Словенци                             | Словенци                             |                                      | 1                                    | 0,18%                                |
| непознато                            | непознато                            |                                      | 3                                    | 0,54%                                |

| Година пописа     | 1948. | 1953. | 1961. | 1971. | 1981. | 1991. | 2002. |
| ----------------- | ----- | ----- | ----- | ----- | ----- | ----- | ----- |
| Број домаћинстава | 126   | 136   | 164   | 168   | 177   | 182   | 184   |

| Број чланова      | 1  | 2  | 3  | 4  | 5  | 6  | 7 | 8 | 9 | 10 и више | Просек |
| ----------------- | -- | -- | -- | -- | -- | -- | - | - | - | --------- | ------ |
| Број домаћинстава | 42 | 43 | 29 | 31 | 26 | 11 | 1 | 0 | 1 | 0         | 2,99   |

| Пол    | Укупно | Неожењен/Неудата | Ожењен/Удата | Удовац/Удовица | Разведен/Разведена | Непознато |
| ------ | ------ | ---------------- | ------------ | -------------- | ------------------ | --------- |
| Мушки  | 244    | 68               | 147          | 23             | 6                  | 0         |
| Женски | 235    | 36               | 141          | 48             | 9                  | 1         |
| УКУПНО | 479    | 104              | 288          | 71             | 15                 | 1         |

| Пол    | Укупно                    | Пољопривреда, лов и шумарство | Рибарство                            | Вађење руде и камена | Прерађивачка индустрија       |
| ------ | ------------------------- | ----------------------------- | ------------------------------------ | -------------------- | ----------------------------- |
| Мушки  | 158                       | 107                           | 0                                    | 1                    | 15                            |
| Женски | 82                        | 57                            | 0                                    | 0                    | 5                             |
| УКУПНО | 240                       | 164                           | 0                                    | 1                    | 20                            |
| Пол    | Производња и снабдевање   | Грађевинарство                | Трговина                             | Хотели и ресторани   | Саобраћај, складиштење и везе |
| Мушки  | 3                         | 8                             | 5                                    | 0                    | 13                            |
| Женски | 0                         | 1                             | 4                                    | 3                    | 0                             |
| УКУПНО | 3                         | 9                             | 9                                    | 3                    | 13                            |
| Пол    | Финансијско посредовање   | Некретнине                    | Државна управа и одбрана             | Образовање           | Здравствени и социјални рад   |
| Мушки  | 0                         | 1                             | 0                                    | 0                    | 1                             |
| Женски | 1                         | 0                             | 0                                    | 3                    | 5                             |
| УКУПНО | 1                         | 1                             | 0                                    | 3                    | 6                             |
| Пол    | Остале услужне активности | Приватна домаћинства          | Екстериторијалне организације и тела | Непознато            | Непознато                     |
| Мушки  | 2                         | 0                             | 0                                    | 2                    | 2                             |
| Женски | 3                         | 0                             | 0                                    | 0                    | 0                             |
| УКУПНО | 5                         | 0                             | 0                                    | 2                    | 2                             |